# جزایر کیمن در المپیک تابستانی ۲۰۱۶

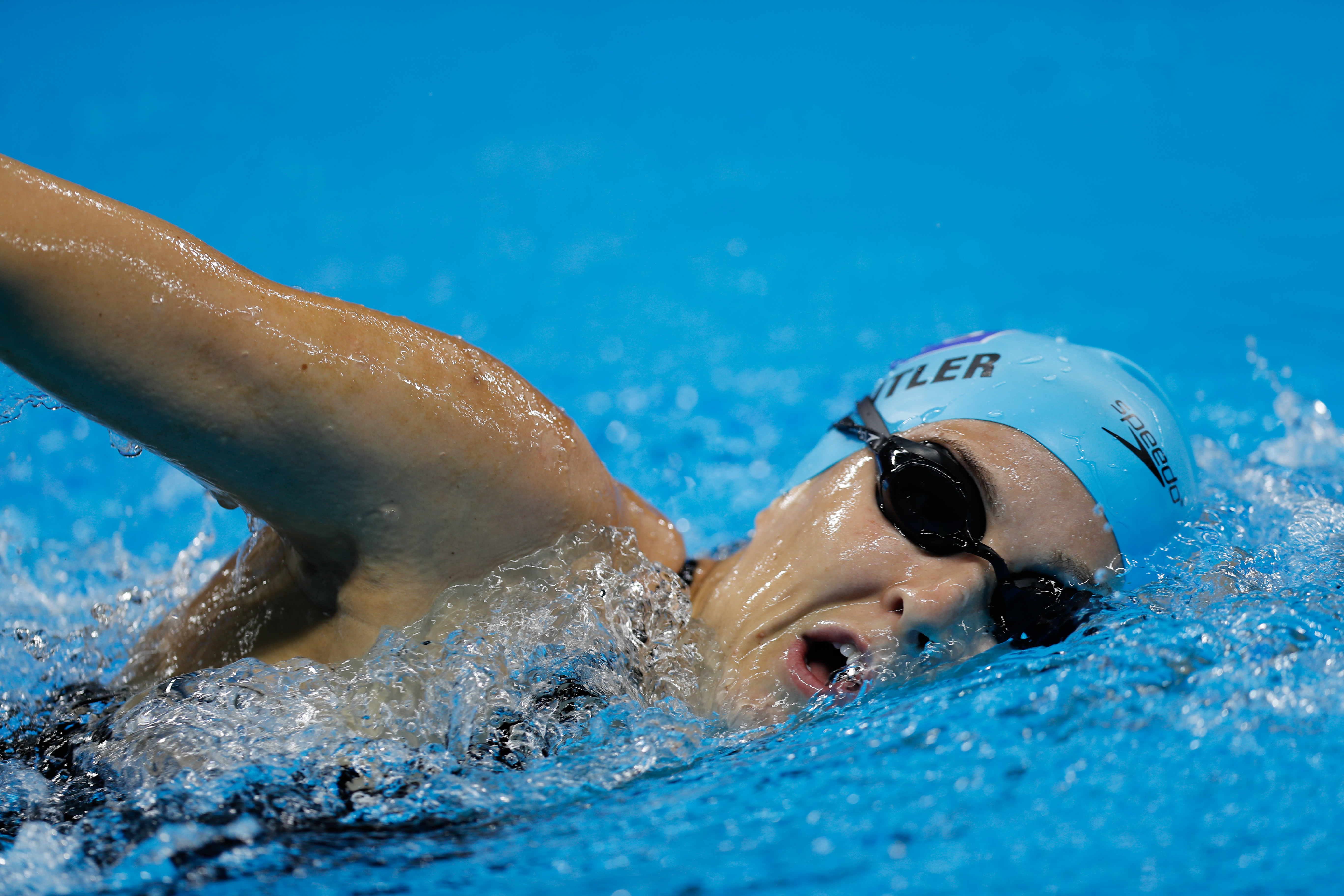
لارا باتلر، شناگر اهل کیمن در المپیک ۲۰۱۶

جزایر کیمن از ۵ تا ۲۱ اوت ۲۰۱۶ در بازی‌های تابستانی المپیک در ریو دو ژانیرو برزیل شرکت داشت. این کشور برای دهمین بار بود که در چنین مسابقاتی حضور یافت.

## دو و میدانی
این کشور دو و میدانی دو نماینده داشت که موفق به کسب مدال نشدند
| ورزشکار      | رویداد                 | مقدماتی | مقدماتی | نیمه نهایی         | نیمه نهایی         | نهایی              | نهایی              |
| ورزشکار      | رویداد                 | نتیجه   | رتبه    | نتیجه              | رتبه               | نتیجه              | رتبه               |
| ------------ | ---------------------- | ------- | ------- | ------------------ | ------------------ | ------------------ | ------------------ |
| رونالد فوربس | مردان، ۱۰۰ متر با مانع | ۱۴٫۶۷   | ۶       | به این مراحل نرسید | به این مراحل نرسید | به این مراحل نرسید | به این مراحل نرسید |
| کمار هیمن    | مردان، ۱۰۰ متر         | ۱۰٫۳۴   | ۷       | به این مراحل نرسید | به این مراحل نرسید | به این مراحل نرسید | به این مراحل نرسید |